# Horányi László
Horányi László (Esztergom, 1951. február 8. –) Jászai Mari-díjas magyar színművész, rendező, színigazgató.

## Életpályája
A helyi Temesvári Pelbárt Ferences Gimnáziumban érettségizett. A budapesti Ybl Miklós Építőipari Műszaki Főiskolán építész, a debreceni Kossuth Lajos Tudományegyetemen néprajzkutató, az Eötvös Loránd Tudományegyetemen kulturális menedzser diplomát szerzett. Pályafutását 1977-ben az Arany János Színház stúdiójában kezdte, ahonnan két év múlva a Csokonai Színházhoz szerződött. 1980-tól egy évig a Békés Megyei Jókai Színházban szerepelt, majd visszatért Debrecenbe. Később játszott a székesfehérvári Vörösmarty Színházban és a Budapesti Kamaraszínházban is. 2014-2023 között a Soproni Petőfi Színházban is szerepelt.
1994-től Esztergomi Várszínház művészeti tanácsadója, majd 1996-tól igazgatója. Sokat szinkronizál is.
2006-ban a több civilszervezet polgármesterjelöltjeként 3661 (28,63%) szavazatot kapott Esztergomban, amivel a polgármesterséget nem nyerte el, de képviselőként bejutott a testületbe.
Felesége Egedi Edit, lányuk Horányi Juli énekes.

## Fontosabb színházi szerepei
- Petruchio (Shakespeare: A makrancos hölgy)
- Don Quijote (Leigh–Wasserman: La Mancha lovagja)
- Apa (Déry Tibor: Az óriáscsecsemő)

## Előadóestjei
- Fehér csend
- Végy karjaidba, idő…

## Filmes és televíziós szerepei
- Hazatalálsz (2024)
- Doktor Balaton (2020–2022)
- Ízig-vérig (2019)
- Csonka délibáb (2015)
- Hacktion: Újratöltve (2013)
- TV a város szélén (1998)
- Família Kft. (1998)
- Szomszédok (1994-1995)
- Frici, a vállalkozó szellem (1993)
- Fantasztikus nagynéni (1986)

## Díjai és kitüntetései
- Csokonai-díj (1989)
- Pro Urbe Esztergom (2003)
- Jászai Mari-díj (2019)[10]
- Bánffy Miklós-díj (2019)